# Alberto Duñabeitia Mota
Alberto Duñabeitia Mota   (Bilbao, 7 de gener de 1900 - Bilbao, 1 de gener de 1988) fou un futbolista basc de la dècada de 1920.
La información es muy incompleta. Soy su nieta. Pretender escribir sobre una persona sin documentarse antes me parece una temeridad y un fraude.Para eso mejor abstenerse.
María Olasagasti Duñabeitia
(San Sebastián)

## Trajectòria
Nasqué dins d'una família d'esportistes. De jove practicà el futbol a la platja de Pedernales. Més tard practicà l'atletisme, esport en el qual fou campió de Biscaia de salt d'altura l'any 1918. Va estudiar ciències químiques a Barcelona, aprofitant per jugar a futbol amb el primer equip del RCD Espanyol durant dues temporades, de 1920 a 1922. La següent temporada jugà a l'Athletic Club, proclamant-se campió d'Espanya.
Fou pare de Jesús María Duñabeitia Vidal, president de l'Athletic i alcalde de Bilbao.

## Palmarès
- Copa espanyola:
  - 1922-23